# Argonaut Building
El Argonaut Building, rebautizado en 2009 como A. Alfred Taubman Center for Design Education (originalmente Argonaut, o General Motors Research Laboratory), es un gran edificio de oficinas ubicado en 485 West Milwaukee Avenue en el área del New Center de Detroit, Míchigan, al otro lado de la calle de Cadillac Place. Fue incluido en el Registro Nacional de Lugares Históricos en 2005.

## Descripción
El edificio fue construido en dos fases entre 1928 y 1936, con la estructura terminada en forma de L. El rascacielos tiene once pisos de altura, con un nivel de sótano adicional. La altura hasta el techo principal es de 42,7 metros y de 56,3 metros hasta la parte superior de la torre del ascensor. La estructura de 275 unidades es un edificio art déco y utiliza principalmente ladrillo rojo-marrón y piedra caliza en sus materiales.
El edificio fue construido en dos fases entre 1928 y 1936, con la estructura terminada en forma de L. El rascacielos tiene once pisos de altura, con un nivel de sótano adicional. La altura hasta el techo principal es de 42,7 metros y de 56,3 metroshasta la parte superior de la torre del ascensor. La estructura de 275 unidades es un edificio art déco y utiliza principalmente ladrillo rojo-marrón y piedra caliza en sus materiales.

## Historia y renovaciones
En 1927, la división inmobiliaria de General Motors, Argonaut Realty Corporation, encargó a Albert Kahn que diseñara un laboratorio de investigación para la empresa. El edificio fue construido en Milwaukee desde la sede de General Motors (ahora Cadillac Place), y estaba destinado a ser utilizado por el personal de investigación interno de General Motors. En 1936, se construyó una adición que proporcionó una entrada a Milwaukee. Los desarrollos significativos realizados en el edificio incluyen el diseño de la transmisión Hydramatic y los diseños de vehículos de Harley Earl.
El edificio fue utilizado por el personal de investigación de GM hasta que se construyó el Centro Técnico de General Motors en 1956. En ese momento, Argonaut Realty se mudó al edificio. Cuando GM trasladó su sede al Renaissance Center a principios de la década de 2000, Argonaut se mudó del edificio y permaneció vacío durante unos años.
En 2007, General Motors lo donó a la Facultad de Estudios Creativos. Se utiliza tanto como una escuela secundaria autónoma para niños centrados en el arte, como también como el programa de posgrado planificado de CCS. Además de estos usos, CCS trasladó todos sus programas de pregrado basados en diseño a esta ubicación, proporcionando el espacio para un cuerpo estudiantil más grande y, posteriormente, un programa más grande. Además, el edificio alberga aproximadamente 300 viviendas para estudiantes. También es una escuela; Academia Henry Ford: Escuela de Estudios Creativos, que tiene del sexto al duodécimo grado. La renovación de 145 millones de dólares se completó en el otoño de 2009. En 2012, la compañía de venta al por menor Shinola renovó el quinto piso y lo convirtió en su oficina corporativa, así como en una fábrica de relojes y taller de bicicletas.